# Neoplatyura griseipennis
Neoplatyura griseipennis är en tvåvingeart som först beskrevs av Loïc Matile 1970.  Neoplatyura griseipennis ingår i släktet Neoplatyura och familjen platthornsmyggor. Inga underarter finns listade i Catalogue of Life.